# Égigérő fű
Az Égigérő fű 1979-ben bemutatott magyar film, amely Janikovszky Éva Málnaszörp és szalmaszál című regényéből készült. Az élőszereplős játékfilm rendezője Palásthy György. A zenéjét a Locomotiv GT szerezte. A főszerepekben Rajz János, ifj. Hintsch György és Ullmann Mónika láthatóak.
A mozi- és tévéfilm a Mafilm gyártásában, a Dialóg Filmstúdió és a Magyar Televízió közös produkciójában készült, és a MOKÉP forgalmazásában jelent meg. Műfaja ifjúsági filmvígjáték. 
Premierje az 1979-ben megjelent Filmévkönyv szerint 1979. december 25-én volt a hazai mozikban[forrás?], a XII. Magyar Játékfilmszemlén a Kossuth Moziban 1980. január 5-én vetítették, a Magyar Televízió pedig először 1980. október 2-án sugározta.

## Történet
Misu, a kisfiú nyári vakációját nagymamája bátyjánál ("nagyon-nagybátyjánál"), Dezső bácsinál tölti, aki Budapesten, a Paripa u. 4. szám alatt lakik. Misunak sok barátja van a környéken, mégis unalmasan telnek a napjai. A bérház egyik lakója, Poldi bácsi, a parkőr 52 évi szolgálat után éppen nyugdíjba készül, s folyton azt emlegeti, mennyire fog hiányozni neki a szép zöld gyep, melyet munkája során mindennap látott. Misu elhatározza, hogy Poldi bácsi nyugdíjba vonulásának napjára begyepesíti a gangos bérház udvarát. Tervéhez minden követ megmozgat és az összes ismerősét beszervezi.

## Szereplők
- Rajz János – Poldi bácsi, a parkőr
- Fónay Márta – Zsófi néni, Poldi bácsi felesége
- ifj. Hintsch György – Misu, Dezső bácsi (nagy)unokaöccse, akinél nyaral
- Ullmann Mónika – Piroska, Kamilla kisasszony keresztlánya, akinél nyaral
- Máriáss József – Dezső bácsi
- Drahota Andrea – Kamilla kisasszony, a kárbecslő
- Ujlaki Dénes – Brenner Oszkár, a szenesember
- Dajka Margit – Berta, Oszkár édesanyja
- Harsányi Gábor – rendőr
- Zenthe Ferenc, Farkas Antal és Zoltai Miklós – szemetesek
- Balázs Péter és Szombathy Gyula – táblaszerelők
- Gyabronka József és Peremartoni Krisztina – a fiatal pár
- Hacser Józsa – doktornő
- Csala Zsuzsa – piaci kofa
- Szilágyi István – fiatal parkőr
- Kautzky József – hivatalvezető
- Tóth Judit – sorban álló nő a hivatalban
- Cs. Németh Lajos – kertész
- Miklósy György – sorban álló férfi a hivatalban
- Gyimesi Pálma – titkárnő
- Bódis Irén – virágárus
- Hegedűs Erzsébet
- Sándor Böske – idős nő a hivatalban, aki a sírást imitáló Piroskára azt mondja, hogy a hivatalvezető megpofozta
- Simon Péter
- Kocsis András – kövér kisfiú a villájuk kertjében, akitől megkérdezik, hogy eladó-e a füves gyep

## Forgatási helyszínek
A film elején Misu az aranyhajú tündér elrablóit a budai vár rondellájáig üldözi, s a kaputornyon keresztül vágtat be. A „Paripa” utcai kültéri felvételek a Budapest VII. kerületében lévő Hutÿra Ferenc utcában készültek. A filmben 4-es számon szereplő házat azóta lebontották, de Oszkár szenespincéje ma is megtalálható a Rózsa utca sarkán. A beltéri (udvari) felvételek a Rottenbiller utca 40-ben készültek. Oszkár anyjának lakása Újpalotán van, a gyerekek által felkeresett „Hivatal” pedig a kispesti tanácsháza (ma polgármesteri hivatal). Poldi bácsi a tabáni parkban, az Erzsébet híd budai hídfőjénél tanítja be utódját a szemétszedésre.

## Televíziós megjelenések
MTV, M1, M2, Duna TV, TV2, Filmmúzeum, Super TV2, Mozi+, M5, Magyar Mozi TV

## Díjak
- különdíj – szovjet magyar filmhét (Moszkva, 1980)[7][6][8]
- gyermekfilm ezüstdíj – XII. Moszkvai Nemzetközi Filmfesztivál (1981)[9]